# Отчаянный ход
«Отчаянный ход» (англ. The Last Full Measure) — американский военный фильм 2019 года.

## Сюжет
Сотруднику Пентагона Скотту Хаффману поручено расследовать дело 30-летней давности, почему герой Вьетнамской войны Уильям Питсенбаргер не получил Медаль Почёта. Он выясняет о заговоре руководства армии США.

## В ролях
| Актёр             | Персонаж             |
| ----------------- | -------------------- |
| Себастиан Стэн    | Скотт Хаффман        |
| Кристофер Пламмер | Фрэнк Питсенбаргер   |
| Уильям Хёрт       | Том Талли            |
| Итан Рассел       | молодой Том Талли    |
| Эд Харрис         | Рэй Мотт             |
| Зак Рериг         | молодой Рэй Мотт     |
| Сэмюэл Л. Джексон | Билли Такода         |
| Сер’Дариус Блэйн  | молодой Билли Такода |
| Джереми Ирвин     | Уильям Питсенбаргер  |
| Питер Фонда       | Джимми Бёрр          |
| Джеймс Джаггер    | молодой Джимми Бёрр  |
| Лиза Гэй Хэмилтон | Селия О’Нил          |
| Майкл Империоли   | Джей Форд            |
| Дайан Ладд        | Элис Питсенбаргер    |
| Эми Мэдиган       | Донна Бёрр           |
| Лайнус Роуч       | Уиттен Питерс        |
| Элисон Судол      | Тара Хаффман         |
| Брэдли Уитфорд    | Карлтон Стэнтон      |
| Джон Сэвидж       | Кеппер               |
| Коуди Уокер       | молодой Кеппер       |
| Дейл Дай          | Холт                 |
| Ричард Коуторн    | молодой Холт         |
| Джулиан Адамс     | Джон Куэйд           |
| Роберт Пайн       | Мередит Хаффман      |

## Отзывы
На сайте-агрегаторе рецензий Rotten Tomatoes фильм имеет рейтинг 60 % со средней оценкой 6,1 из 10 на основе 78 отзывов. Тодд Маккарти из The Hollywood Reporter назвал кинокартину «одной из самых скучных» о Вьетнамской войне. Ник Шагер из Variety посчитал, что хороший актёрский состав не гарантировал фильму успех. Кэт Кларк из The Guardian дал «Отчаянному ходу» 3 звезды из 5 и отметил, что «это серьёзное кино, снятое из лучших побуждений, но, возможно, оно запомнится как последняя игра Питера Фонды в роли вьетнамского ветерана с ПТСР».